# Lisp (Lierre)
Pour les articles homonymes, voir Lisp.
Lisp est un quartier de la ville belge de Lierre, dans la province d'Anvers. 
Elle est bordée par la Petite Nèthe.  On y trouve le Stade Herman Vanderpoorten, du club de division 1B Lierse Kempenzonen qu'on surnomme pour cette raison le Lisp.

## Histoire

### L'accident ferroviaire de 1943
Le 3 décembre 1943 : le train 2002 assurant la liaison entre Herentals et Schaerbeek sur la ligne 15, emboutit le train 4293 qui faisait la liaison entre Aarschot et Anvers sur la ligne 16 et qui était arrêté à un signal. 
Il y eut 24 morts et 63 blessés et bien qu'il n'y ait pas eu d'explication officielle, une erreur humaine liée à la signalisation serait à l'origine du drame.
En raison des règles de séparations édictées par l'occupant allemand à cette époque, les premières voitures du train (la 3e classe) étaient remplies de femmes alors que le dernier wagon du train tamponné était occupé par des hommes, notamment des ouvriers de la visserie de Haren-Buda.